# Рафко, Кэй
Кэй Лэни Рэй Рафко (англ. Kaye Lani Rae Rafko; 26 августа 1963, Монро, Мичиган, США) —  победительница конкурса Мисс Америка 1988.

## Биография
Родилась 26 августа 1963 года в Монро, штат Мичиган. Она окончила Академию Святой Марии и Школу медицинского сестринского дела Св. Винсента  (Лурдский колледж) в Толедо в 1985 году.
В 1987 году Кэй приняла участие в конкурсах красоты  города и штата и в обоих одержала победу. Это позволило ей представлять Мичиган на конкурсе Мисс Америка.
В финале Кэй Рафко представила свою программу помощи хосписным службам, а в качестве творческого номера продемонстрировала умение исполнять таитянский танец. Жюри отдало победу мичиганке. Первой вице-мисс стала представительница Луизианы Патрисия Брант.

## Личная жизнь
Кэй Рафко замужем за Чарльзом Уилсоном.   У них трое детей: Ник, Алана и Джо. Рафко является исполнительным директором благотворительной организации «Лестница Габби», оказывающей помощь семьям, потерявшим детей,  и  созданной ей после смерти их четвёртого с Чарльзом ребёнка. 
Её младший брат Ник погиб в автомобильной катастрофе  26 июня 1994 года.

## Интересные факты
- В 1988 году она была одной из героинь документального фильма Майкла Мурa «Роджер и я».
- В июле 2015 года Рафко была соведущей специального выпуска «Позднего шоу» Стивена Кольбера, когда Монро с гастролями навещал Эминем[6].
- Одна из улиц её родного города носит имя Кэй Рафко[7].